# ناحیه آنتریم، میشیگان
ناحیه آنتریم (به انگلیسی: Antrim Township) یک منطقهٔ مسکونی در ایالات متحده آمریکا است که در شهرستان شیاواسه، میشیگان واقع شده‌است.
 ناحیه آنتریم  ۲٬۱۶۱ نفر جمعیت دارد و ۲۶۵ متر بالاتر از سطح دریا واقع شده‌است.